# Engelsktypad mus
Engelsktypad mus är en rasvariant av tammusen, som härstammar från husmusen. Den har stora öron och svans som oftast är längre än kroppen, exteriören är smäckrare än hos den svensktypade. Den svenska och engelsktypade tammusen skiljer sig även åt i temperamentet, då den engelska varianten oftast är mycket livligare. Dock har den en kortare livstid än den svensktypade musen. Som fullvuxen väger den engelsktypade musen vanligen 40 till 60 gram, men en del kan väga upp till 100 gram. Från nosen till svansspetsen blir den omkring 30 centimeter lång. Den kan ha åtta olika hårlag - nio om man räknar in den hårlösa musen - korthår, långhår, astrex, texel, satin korthår, satin långhår, satin astrex och satin texel.